# Lucretius (Toreut)
Lucretius war ein antiker römischer Toreut (Metallbildner), der in der zweiten Hälfte des 1. Jahrhunderts in Italien tätig war.
Lucretius ist heute nur noch aufgrund eines Signaturstempels auf einer Bronzekasserolle bekannt. Diese wurde in einem Steinhügelgrab in Afvelsgärde in Schweden gefunden. Heute befindet sich das Stück im Staatlichen historischen Museum in Stockholm.

## Einzelbelege
1. ↑  Inventarnummer 10.236; Richard Petrovszky: Studien zu römischen Bronzegefäßen mit Meisterstempeln. Leidorf, Buch am Erlbach 1993, S. 268, Nr. L.02; CIL XIII, 3/2, 10036,62.

| Personendaten    | Personendaten                              |
| ---------------- | ------------------------------------------ |
| NAME             | Lucretius                                  |
| KURZBESCHREIBUNG | antiker römischer Toreut                   |
| GEBURTSDATUM     | 1. Jahrhundert v. Chr. oder 1. Jahrhundert |
| STERBEDATUM      | 1. Jahrhundert oder 2. Jahrhundert         |